# Francisco Lozano Borgoni
Francisco Lozano Borgoni (* 19. Mai 1932; † 11. November 2008 in Mexiko-Stadt) war ein mexikanischer Radrennfahrer.

## Sportliche Laufbahn
Bei den Olympischen Sommerspielen 1952 in Helsinki schied er im olympischen Straßenrennen beim Sieg von André Noyelle aus. Die mexikanische Mannschaft kam in der Mannschaftswertung nicht in die Wertung. Er nahm auch an den Spielen 1956 in Melbourne teil. Er schied im olympischen Straßenrennen beim Sieg von Ercole Baldini aus. Die mexikanische Mannschaft kam in der Mannschaftswertung nicht in das Klassement.
Im Straßenrennen der Panamerikanischen Spiele 1956 gewann er die Silbermedaille hinter Ricardo Santo Senn, 1955 hatte er bereits Bronze gewonnen.